# 牧賢一
牧 賢一（まき けんいち、1904年 - 1976年2月5日）は、日本の社会事業家。鹿児島県鹿児島市生まれ。東京外国語学校病気中退。1925年丸山ちよの西窓学園に職員として勤務、1935年中央社会事業協会へ転じ、大政翼賛会厚生部、戦後は日本社会事業協会常務理事、1951年全国社会福祉協議会初代事務局長、関東学院大学教授。1975年勲四等旭日小綬章受勲。

## 著書
- 『勤労母性保護』東洋書館 1943年
- 『コミュニティ・オーガニゼーション概論 社会福祉協議会の理論と実際』全国社会福祉協議会 1966年

### 共著
- 『現代社会事業要論』谷川貞夫共著 社会事業叢書 常磐書房 1941年
- 『アメリカ社會事業瞥見』池川清共監修 黒木利克著　日本社会事業協会 アメリカ社会事業シリーズ 1949年

### 翻訳
- エステル・シルヴィア・パンカースト『母を救へ 母性保護教程』磯村英一共訳 東治書院 1933年

## 参考
- 『コミュニティ・オーガニゼーション概論』著者紹介
- 牧賢一先生略年譜・著書 （渡部一高・牧賢一先生追悼特集） 関東学院大学文学部紀要 1976年

## 註
1. ↑  読売新聞訃報